# Crinodendron hookerianum
El chaquihue (nombre científico: Crinodendron hookerianum), conocido también como chequehue, chaquehua, polizón, copío, coicopío, patagua roja, es un arbusto perteneciente a la familia Elaeocarpaceae.

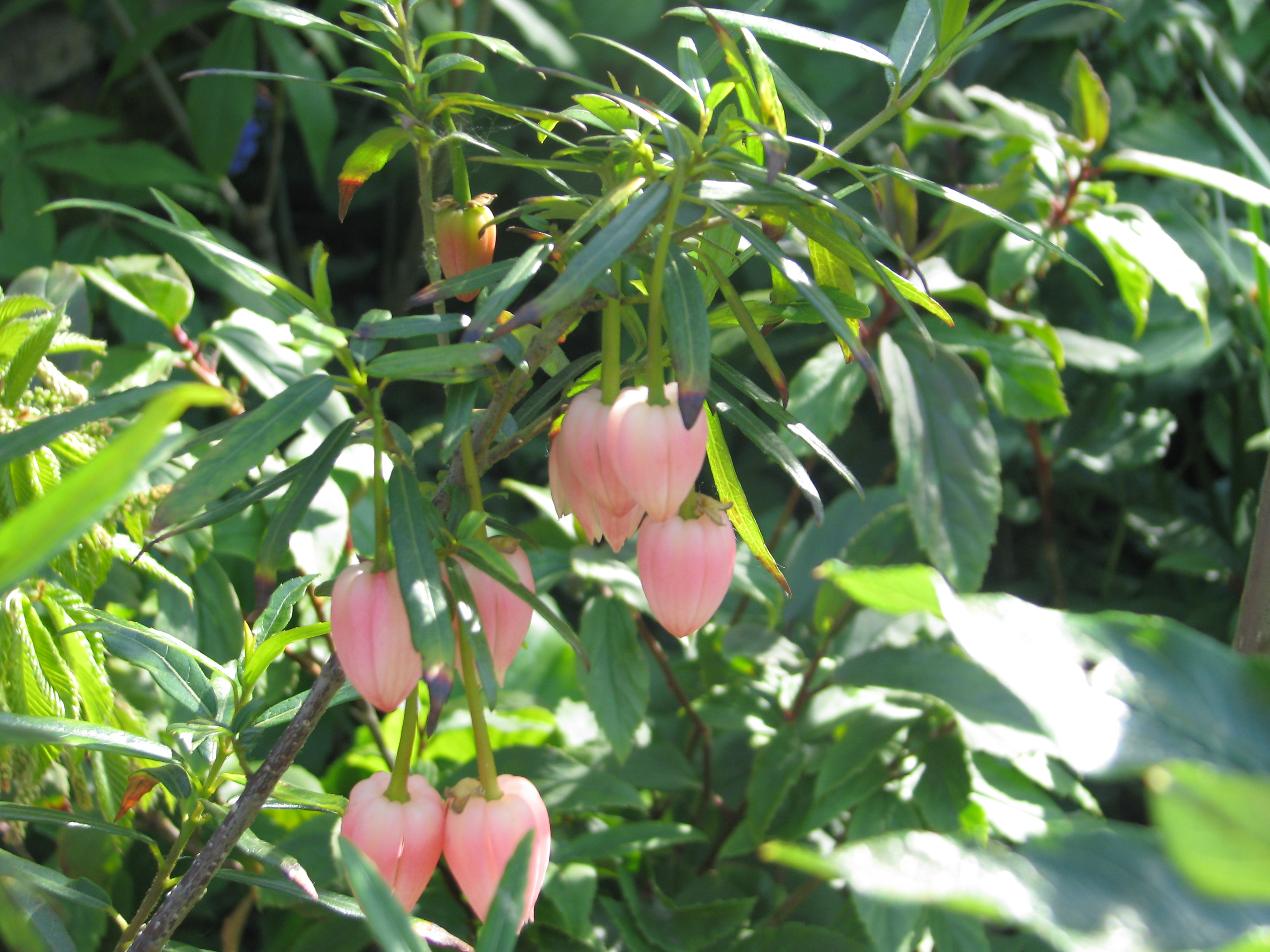
Vista de la planta

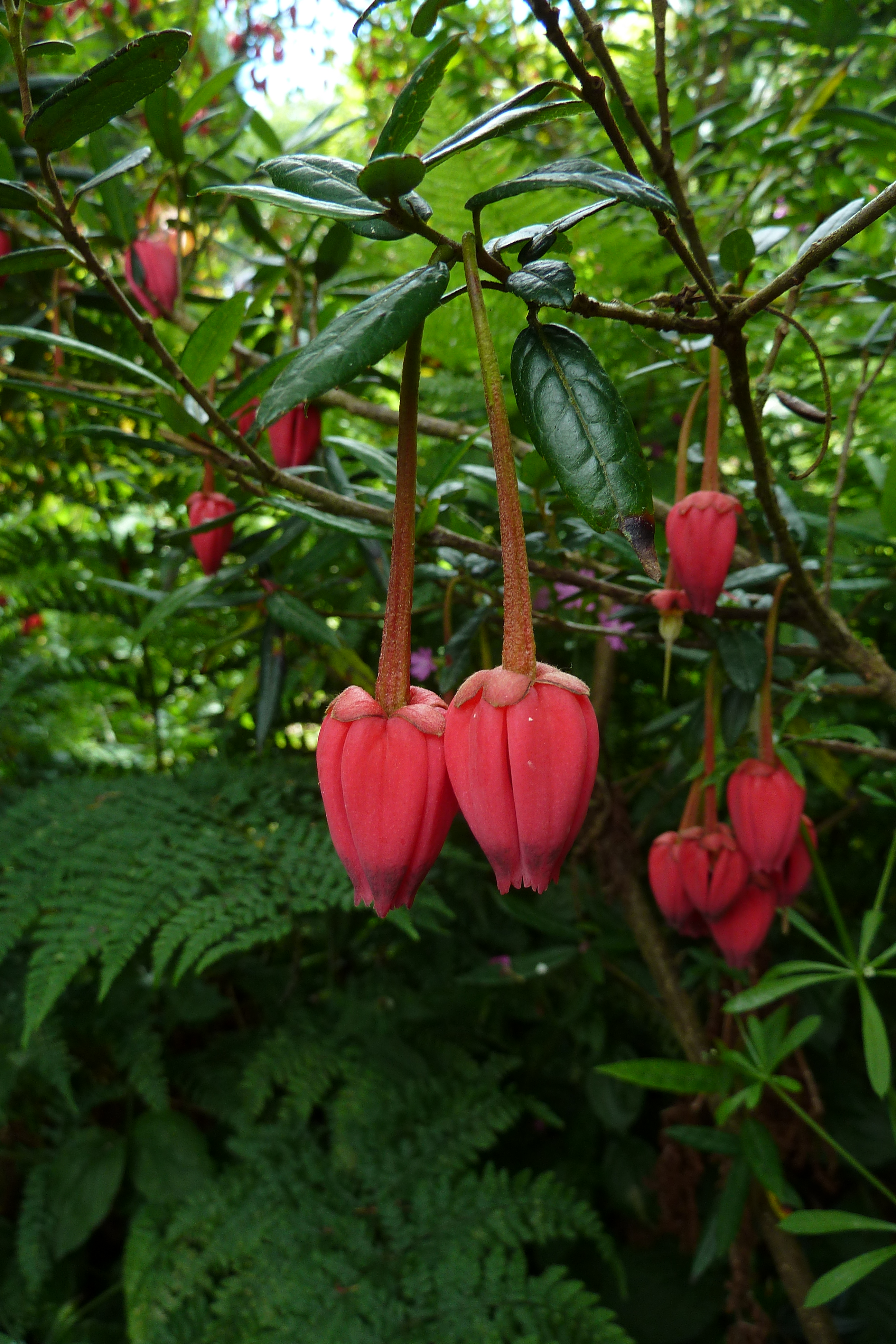
Detalle de la flor

## Características
Este es un arbusto que raramente se encuentra en bosques secundarios o altamente degradados, pudiendo alcanzar una altura de hasta 8m y un diámetro de hasta 3m en zonas lo suficientemente templadas, presentando una corteza de color cenicienta. Sus ramas son desparramadas y abiertas con hojas alternas de borde aserrado y forma lanceolada, presentando un ápice agudo; en particular, presenta láminas pecioladas de 4-7 x 0,7-1,8cm, de color verde oscuro en el haz y verde blanquecino-pubescente en el envés.
Sus flores son hermafroditas, solitarias y axilares, presentando un color rosado o rojo con pedicelos de 3-6cm de largo, cáliz de color verde formado por 5 sépalos fusionados y corola campanulada compuesta por 5 pétalos libres que terminan en 3 dientes; el número de estambres en tanto, puede oscilar entre 15 a 18. Su fruto es de tipo carnoso en forma de cápsula con 3 a 5 valvas, teniendo semillas redondeadas de color blanco.

## Distribución y hábitat

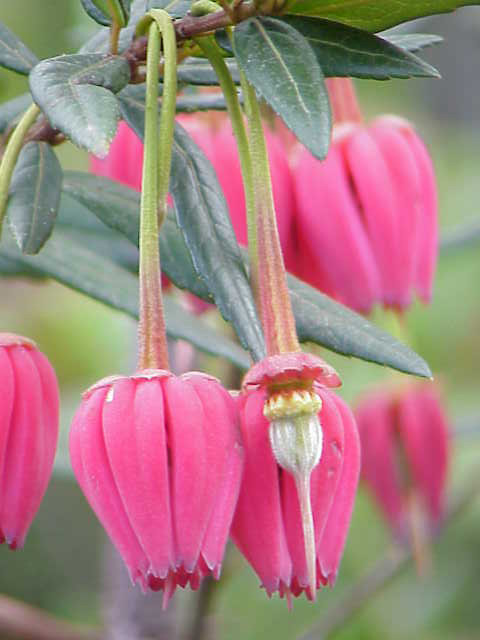
Crinodendron hookerianum

Es un arbusto de floración estival siempreverde endémico de Chile y que pertenece a la familia Elaeocarpaceae; crece desde la provincia de Cautín hasta Palena (38 al 43°S) entre los 5-1050 m s.n.m., aunque algunos autores indican que esta especie alcanzaría su límite sur en Chiloé.
Se puede encontrar cercano a cursos de agua o lugares de bastante humedad (o con condiciones de anegamiento del suelo) y semi-sombríos, estando protegido en el parque nacional Alerce Andino y el parque nacional Chiloé.

## Taxonomía
Crinodendron hookerianum fue descrita por Claude Gay  y publicado en Flora Chilena 1(3): 341–344. 1845[1846].
Etimología
Crinodendron: nombre genérico que es una expresión griega que significa "árbol de flores hermosas" 
hookerianum: epíteto otorgado en honor a William Jackson Hooker, botánico británico con diversos estudios asociados a la flora chilena.
Sinonimia
- Crinodendron eriocladum Gand.